# Акылбаева, Анна Сергеевна
Анна Сергеевна Акылбаева (урожд. Зевахина; род. 9 ноября 1991 г.) — российская футболистка, вратарь пляжного футбольного клуба «Звезда» (Санкт-Петербург), женской сборной России по пляжному футболу и бывшая порноактриса.
В составе «Звезды» играет также в футзал, мини-футбол, футбол 11х11.
Победитель Кубка Европы (2018, 2019)
Бронзовый призёр Межконтинентального кубка по пляжному футболу
Бронзовый призёр женского Кубка чемпионов по пляжному футболу.
Шестикратный чемпион России, победитель Euro Winners Cup.
За карьеру выступала за «Сити», «Кристалл».
Снималась в порно под именем Kerry Rock.
Окончила Российскую таможенную академию.
В сезоне 2023 г. выиграла чемпионат России по пляжному футболу, а также завоевала серебро Кубка России, чемпионата Санкт-Петербурга, Кубка Северной столицы и бронзу Кубка СПб (лето).
 

## Личная жизнь
Была замужем, но брак завершился разводом.

## Достижения
- Лучший вратарь чемпионата России (2019, 2020, 2023)
- Лучший вратарь Euro Winners Cup (2020, 2021)
- Лучший вратарь межконтинентального кубка (2021)
- Лучший вратарь суперфинала Евролиги (2021)
- Лучший вратарь всероссийских соревнований (2022)
- Мастер спорта